# Athanas dentirostris
Athanas dentirostris is een garnalensoort uit de familie van de Alpheidae. De wetenschappelijke naam van de soort is voor het eerst geldig gepubliceerd in 2001 door Anker, Jeng & Chan.